# Ernesto Rosillo Pérez
Ernesto Rosillo Pérez (Alacant, País Valencià, 13 d'octubre de 1893 - Madrid, 1968) fou un compositor del País Valencià.
Va fer els estudis de piano amb Alberdi i els de piano i composició amb Conrado del Campo. Dotat de gran facilitat melòdica i posseïdor de la tècnica apropiada pel gènere que cultivava, va fer representar amb èxit una sèrie de sarsueles i operetes, entre les quals cal citar: 
- La serranilla;
- Las delicias de Capua;
- El ultimo ensayo;
- De los cuarenta p'arriba;
- La rubia del Far-West;
- Hoy;
- La granjera de Arles;
- La alegres amazones;
- La mujer de nieve;
- La vaqueria;
- La sangre azul;
- La maja de Oriente, en col·laboració amb el mestre Serrano;
- Lo que cuestan las mujeres;
- Todo el año es Carnaval;
- El rajá de Cochín;
- El viajante en cueros;
- Migeul Strgoff, en col·laboració amb Conrado del Campo;
- El pais de la revista;
- Las campanas de la gloria;
- Colibrí;
- La niña de la Mancha;
- Las pavas;
- Las mimosas;
- La pipa de oro;
- Las faldas, aquesta última amb gran èxit.